# Synagoge (Strakonice)
Koordinaten: 49° 15′ 28,2″ N, 13° 54′ 18,1″ O

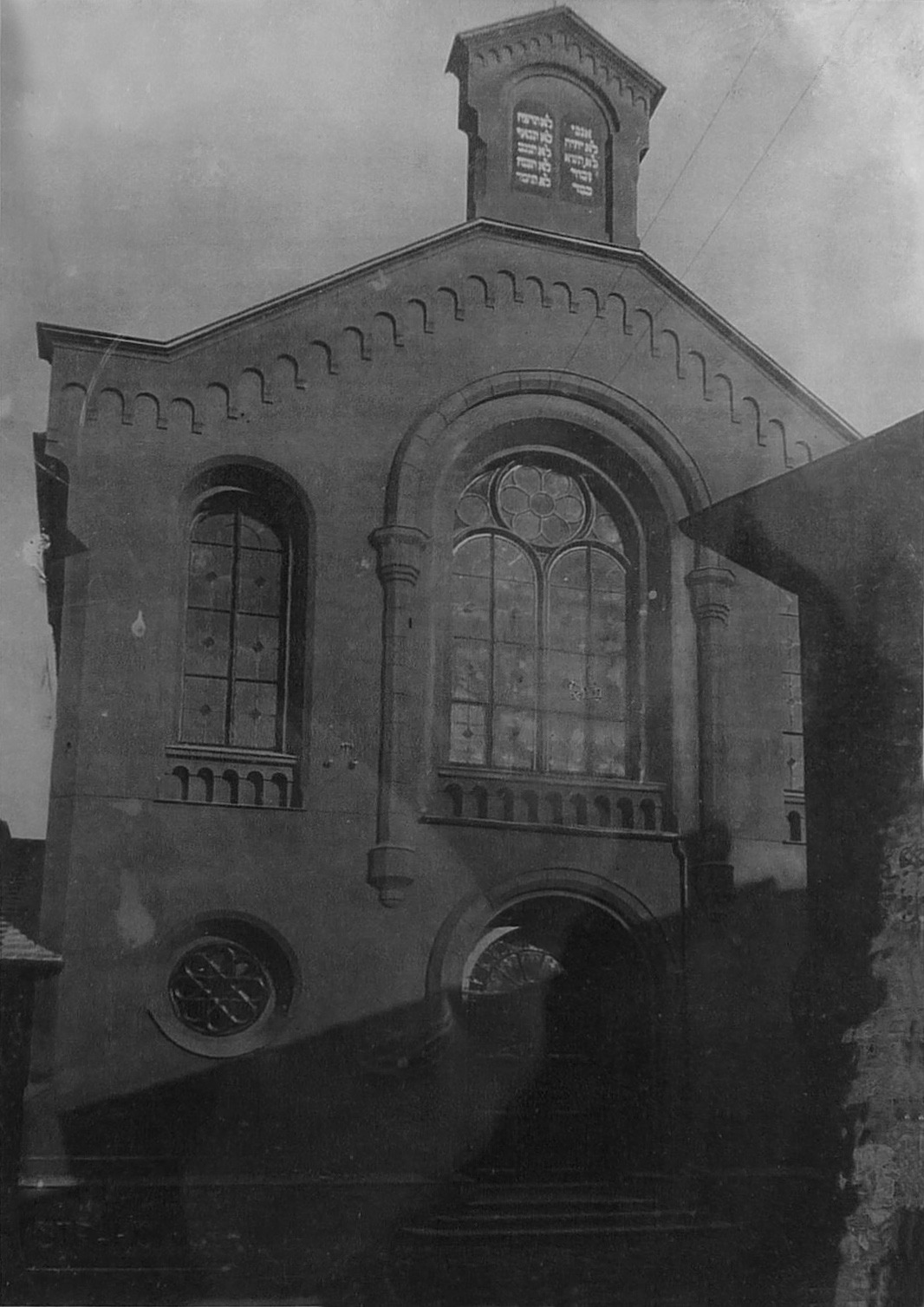
Synagoge in Strakonice

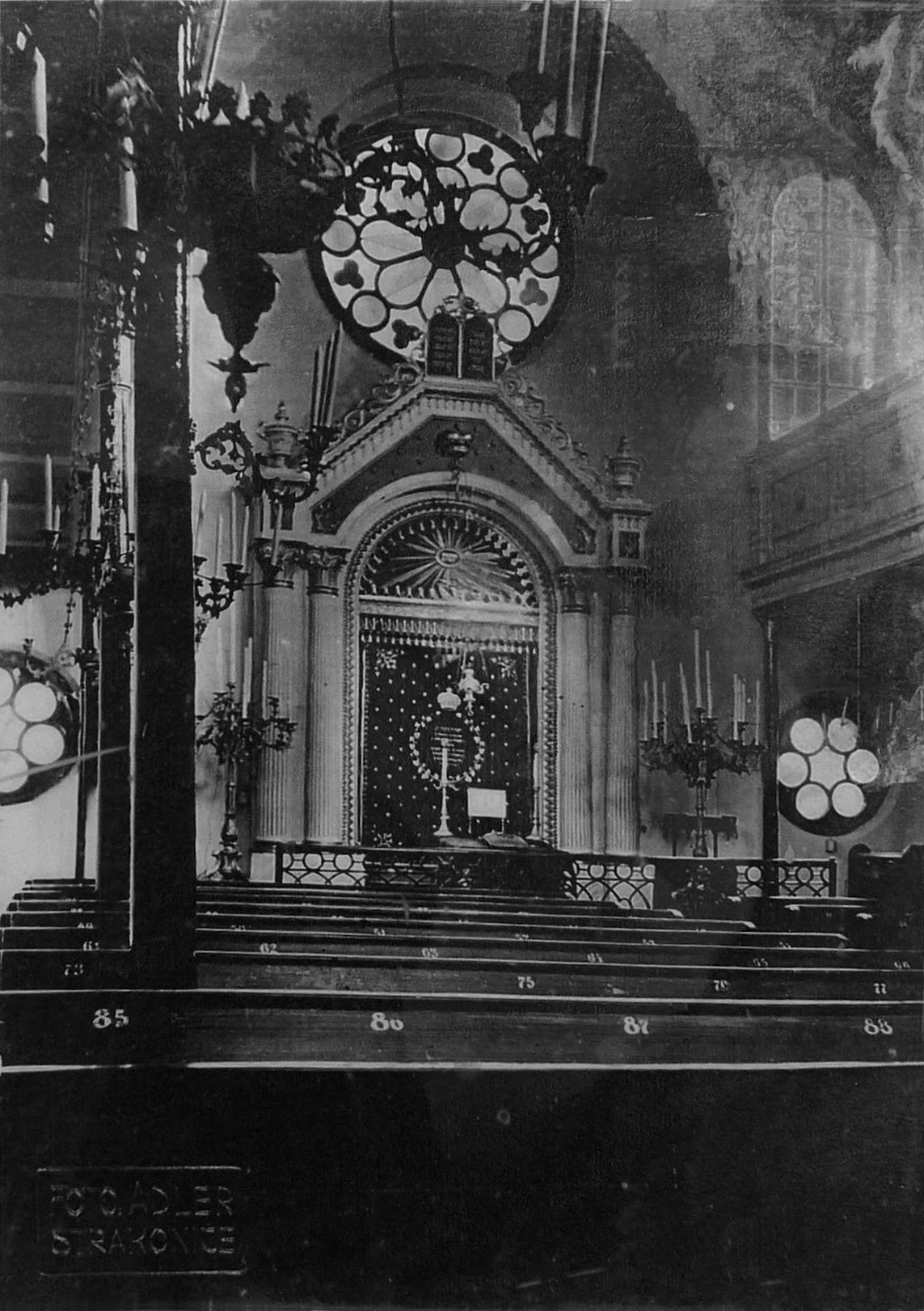
Innenansicht mit Blick zum Thoraschrein

Die Synagoge in Strakonice (deutsch Strakonitz), einer Stadt in der Region Jihočeský kraj (Südböhmische Region) in Tschechien, wurde um 1860 errichtet und 1976 abgerissen.

## Geschichte
Wegen der steigenden Zahl der Gemeindemitglieder beschloss 1860 die jüdische Gemeinde, eine neue Synagoge zu errichten, nachdem die alte Synagoge 1858 zusammenbrach. Die im historisierenden Stil gebaute Synagoge bot genügend Platz für alle Gemeindemitglieder, deren Zahl im Jahr 1890 den Höchststand von 326 erreichte.  
Während des Zweiten Weltkriegs wurde die Synagoge als Lagerraum genutzt. Ab 1951 diente sie als Bethaus der Brüderkirche. Sie wurde im Jahre 1976 zusammen mit benachbarten Häusern abgerissen. Heute befindet sich an ihrer Stelle das Kaufhaus Labuť. Dahinter erinnert ein Denkmal an die Synagoge und die jüdische Gemeinde, das am 11. Oktober 2007 enthüllt wurde.